# Celaena nigrescens
Celaena nigrescens là một loài bướm đêm trong họ Noctuidae.